# Марко Реда
Марко Реда (англ. Marco Reda, нар. 22 червня 1977, Торонто) — канадський футболіст, що грав на позиції захисника. Виступав за низку канадських і закордонних клубів, а також національну збірну Канади.

## Клубна кар'єра
У професійному футболі Марко Реда дебютував 1998 року виступами за команду «Торонто Лінкс», в якій грав до 2002 року, взявши участь у 82 матчах чемпіонату.
У 2002 році Реда став гравцем норвезького клубу «Согндал», у 2004 році перейшов до данського клубу «Ольборг», після чого в 2005 році повернувся до «Согндала». У 2006 році футболіст перейшов до канадського клубу Major League Soccer «Торонто», в якому грав до 2007 року. У 2008 році футболіст перейшов до американської команди USL «Чарлстон Беттері», в якій грав до 2009 року. У 2009 році Реда перейшов до складу команди «Ванкувер Вайткепс», у якій у цьому році завершив виступи на футбольних полях.

## Виступи за збірні
У 1997—2000 роках Марко Реда грав у складі молодіжної збірної Канади.
У 2005 році Реда дебютував у складі національної збірної Канади. У складі збірної був учасником розіграшу Золотого кубка КОНКАКАФ 2007 року. Загалом протягом кар'єри в національній команді, в якій грав до 2008 року, провів у її складі 7 матчів, забивши один гол.